# Caffrogobius agulhensis
 Caffrogobius agulhensis és una espècie de peix de la família dels gòbids i de l'ordre dels perciformes.

## Morfologia
- Els mascles poden assolir 7,5 cm de longitud total.[4][5]

## Depredadors
És depredat per Cynoglossus zanzibarensis, Chelidonichthys capensis i Chelidonichthys queketti.

## Hàbitat
És un peix marí, de clima subtropical i demersal que viu entre 15-75 m de fondària.

## Distribució geogràfica
Es troba a Sud-àfrica.

## Observacions
És inofensiu per als humans.